# Plounévez-Lochrist
Plounévez-Lochrist é uma comuna francesa na região administrativa da Bretanha, no departamento Finisterra. Estende-se por uma área de 39,27 km². Em 2010 a comuna tinha 2 376 habitantes (densidade: 60,5 hab./km²).